# Thành phố Baghdad tròn

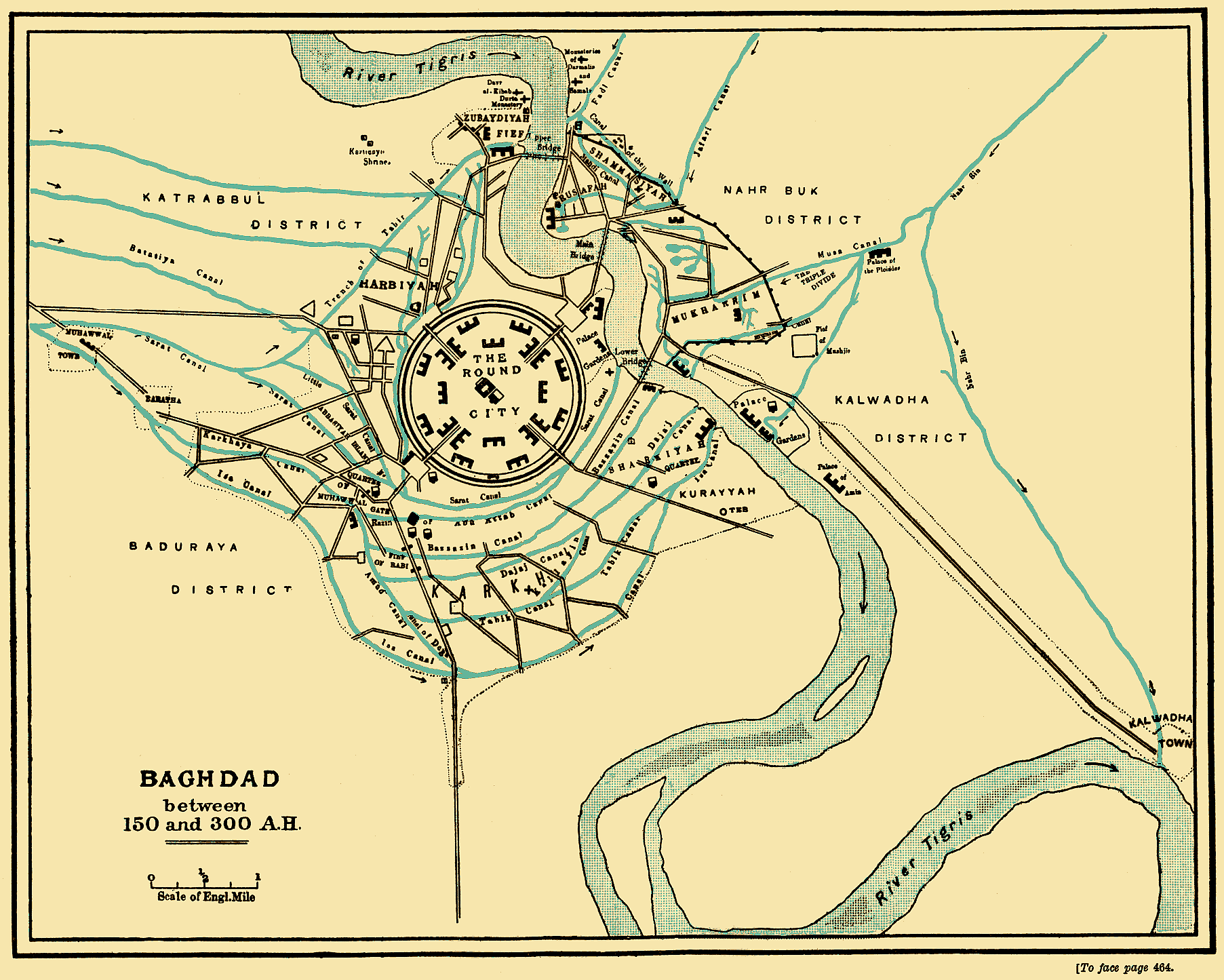

Thành Baghdad tròn (Thành Al-Mansur, còn được gọi là "thành hòa bình") là một thành cổ ở Baghdad, Iraq được xây dựng vào năm 762–767 sau Công Nguyên. Thư viện nổi tiếng, Tòa nhà Thông thái tọa lạc bên trong tường thành này.

## Miêu tả

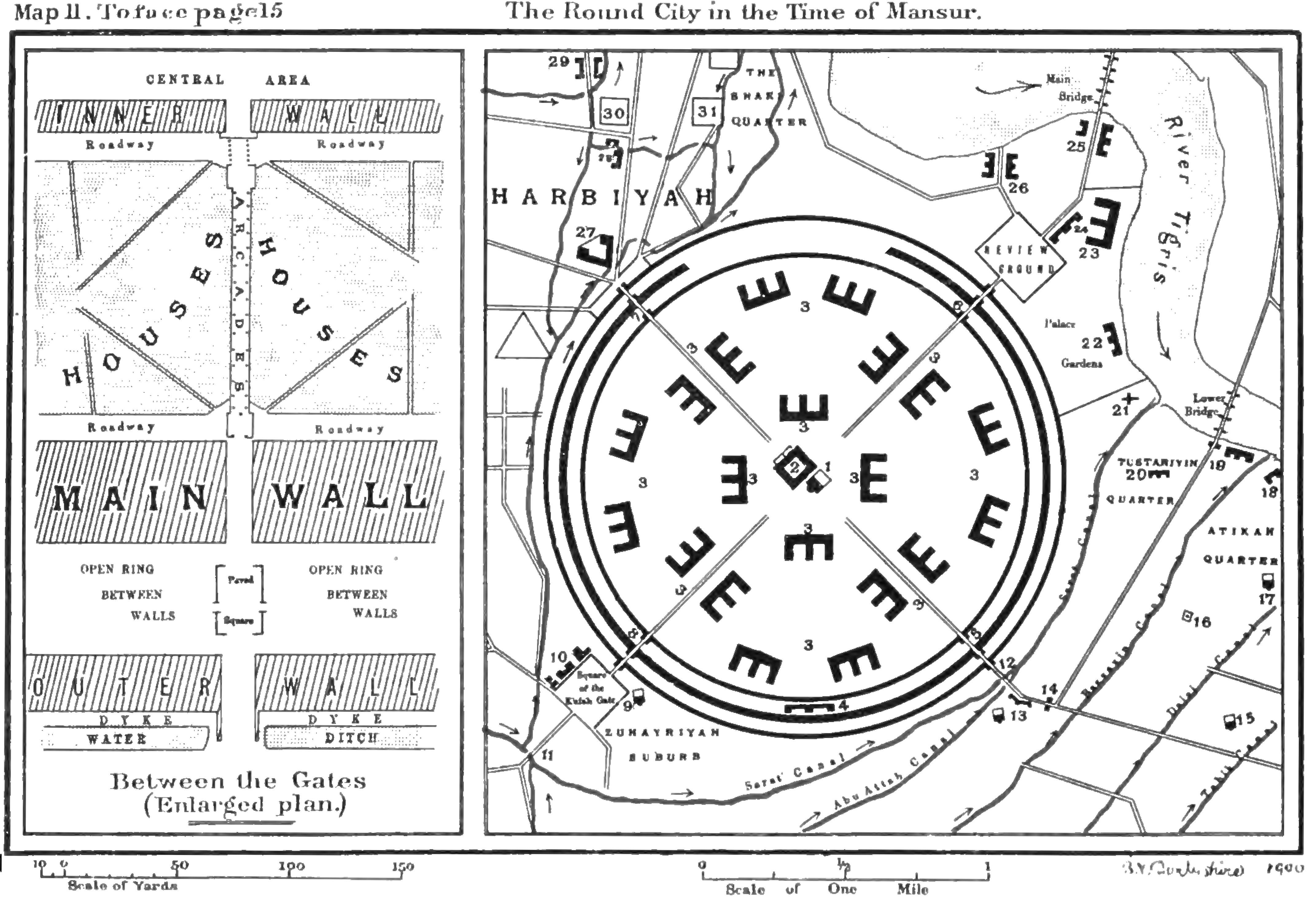

Vào ngày 30 tháng 7 năm 762, caliph Al-Mansur ra lệnh xây dựng tường thành hình tròn, và nó được xây dựng dưới sự giám sát của Barmakids. Mansur tin rằng Baghdad là thành phố hoàn hảo để trở thành thủ đô của đế quốc Hồi giáo dưới thời Abbasids. Mansur yêu thích địa điểm này rất nhiều, ông được trích dẫn nói rằng, "Đây thực sự là thành phố mà tôi tìm thấy, nơi tôi sống, và nơi con cháu của tôi sẽ ngự trị sau này". Mục đích là thay thế Harran làm kinh đô của chính quyền caliphal; tuy nhiên, một thành Baghdad được đề cập trong các văn bản tiền Hồi giáo, bao gồm cả Talmud, và thành phố Abbasid có khả năng được xây dựng trên địa điểm của khu định cư trước đó.
Baghdad đã vượt qua Ctesiphon, thủ đô của đế quốc Sasanian, nằm ở 30 km về phía đông nam, đã được kiểm soát bởi người Hồi giáo kể từ năm 637 và 
nhanh chóng bị bỏ hoang sau khi thành lập Baghdad. Vị trí Babylon, đã bị bỏ hoang từ thế kỷ thứ 2, nằm ở phía nam khoảng 90 km.
Baghdad cổ là một ngôi làng nhỏ và dù có tên gọi, xuất phát từ tiếng Iran (bag "trời" + dād "ban"), những cư dân ban đầu có lẽ là những người Nabatea nói tiếng Aramaic. Thành mới lại chủ yếu là người dân nói tiếng Ả Rập, với một số yếu tố Ba Tư trong dân cư và môi trường đô thị dù không có dân cư Ba Tư đáng kể trong làng Baghdad hay các cộng đồng xung quanh nó, mà đã được nhập vào thành phố mới Baghdad. Các yếu tổ Ba Tư đã xuất hiện sau khi thành lập thành phố mới, và bao gồm ảnh hưởng kiến trúc Ba Tư, khu định cư quân sự Ba Tư trong những năm đầu, khu định cư liên tục của các học giả Ba Tư, và sau này các vua có nguồn gốc Ba Tư (như Buyids).
Thành là một đường tròn có đường kính khoảng 1 km (0,62 mi), do đó được gọi là "Thành tròn". Thiết kế ban đầu cho thấy một vòng của các cấu trúc dân cư và thương mại dọc theo bên trong của các bức tường thành phố, nhưng việc xây dựng cuối cùng thêm một vòng, bên trong đầu tiên. Ở trung tâm của thành phố là nhà thờ Hồi giáo, cũng như trụ sở cho các vệ sĩ. Mục đích hoặc sử dụng không gian còn lại ở trung tâm là không rõ. Thiết kế tròn của thành phố là một sự phản ánh trực tiếp của thiết kế đô thị truyền thống của người Ba Tư Sasanian. Thành phố Gur cổ đại của người Ghana / Firouzabad gần như giống hệt nhau trong thiết kế thông tư chung của nó, các con đường tỏa ra, và các tòa nhà và đền thờ của chính quyền ở trung tâm thành phố. Điều này chỉ ra thực tế rằng nó được dựa trên tiền lệ Ba Tư. Hai nhà thiết kế được al-Mansur thuê để lập kế hoạch thiết kế của thành phố là Naubakht, một cựu Zoroastria, và Mashallah ibn Athari, một nhà thiên văn học/nhà tiên tri Hồi giáo.

## Liên kết bên ngoài
- Al-Mansur's Round City of Baghdad Lưu trữ ngày 5 tháng 11 năm 2011 tại Wayback Machine in "archnet" website
- Baghdad (Madinat al-Salam) Lưu trữ ngày 16 tháng 9 năm 2016 tại Wayback Machine in "islamic art" website